# George Rosen
George Rosen (* 23. Juni 1910 in Brooklyn; † 27. Juli 1977 in Oxford) war ein US-amerikanischer Arzt und Medizinhistoriker.

## Leben und Wirken
George Rosen wurde in Brooklyn, New York in eine Familie jüdischer Immigranten geboren. Sein Vater, ein eifriger Gewerkschafter, arbeitete in einer Büglerei. Sein Bruder wurde Rechtsanwalt. 1930 schloss Rosen am City College mit dem Grad eines «Bachelor of Science» ab. Wegen der damaligen Zulassungsbeschränkung für jüdische Studenten in den USA konnte er seinen Wunsch, Medizin zu studieren, nur im Ausland erfüllen. Er entschied sich für Berlin. Dort kam er zusammen mit einigen Dutzend jungen Amerikanern an – alles Juden außer einem Afro-Amerikaner –, die ins Ausland gingen, um Medizin zu studieren. Im Herbst 1933 bat er den Berliner Medizinhistoriker Paul Diepgen um ein Thema für seine Dissertation. Diepgen verwies ihn an Henry E. Sigerist in Baltimore, der ihm ein Thema aus der amerikanisch-europäischen Medizingeschichte vorschlug. Die Arbeit wurde von Diepgen betreut. Im Januar 1933 lernte Rosen die Berliner Jüdische Mitstudentin Beate Caspari (1910–1995) kennen. Sie heirateten im Juli 1933 und nur so konnte Beate – geschützt durch ihre neue Staatsbürgerschaft – ihr Medizinstudium abschließen.
1935 verließen die Eheleute Deutschland und sie ließen sich in New York City nieder. Beate Caspari-Rosen spezialisierte sich auf dem Gebiet der Augenheilkunde. Das Ehepaar hatte zwei Kinder, Paul Peter Rosen (* 1938, Pathologe) und Susan Rosen Koslow (* 1941, Historikerin). Im «Beth-El-Hospital» und im «Lutheran Hospital» in Brooklyn arbeitete George Rosen von 1935 bis 1937 als Assistent und er praktizierte bis 1942 mit einer Spezialisierung auf dem Gebiet der Hals-Nasen-Ohren-Krankheiten. Nebenher studierte er Soziologie und er schloss dieses Studium 1944 mit einem Dr. phil. der Columbia University ab.
1936 nahm Rosen an den «Wesley Carpenter Lectures» der «New York Academy of Medicine» teil, in denen Henry E. Sigerist ausführte, dass historische Studien über Berufskrankheiten bis dahin weitgehend von den Medizinhistorikern vernachlässigt wurden und dass diese Studien sehr lohnend seien. In der Folge war Rosen derjenige von Sigerists Schülern, der das Studium der sozialen Faktoren in der Medizingeschichte besonders intensiv gepflegt und weiterentwickelt hat. Zwischen Sigerist und Rosen entwickelte sich eine langdauernde und intensive Freundschaft.
1943 bis 1946 diente Rosen im militärischen Nachrichtengeheimdienst der US-Armee. Dort wurde er im Präventivmedizindienst, im Büro des Surgeon General und auf dem europäischen Kriegsschauplatz eingesetzt. In London befragte er gefangene deutsche Militärärzte und deckte dabei Menschenversuche der Nazis auf.
Von 1946 bis 1952 war George Rosen Redakteur des «Journal of the History of Medicine». 1947 erhielt er einen «Master of Public Health». 1950 bis 1957 war er «Associated Medical Director» der Gesundheitsversicherung für Groß-New York, von 1951 bis 1969 Professor für Public Health Education an der Columbia University. Ab 1969 war George Rosen Professor für Medizingeschichte und Epidemiologie an der Yale University.

„Zu verschiedenen Zeiten seines Lebens würde Rosen sich als demokratischer Sozialist oder linker Liberaler bezeichnet haben. Sicher war er ein moderater Linker mit einer Neigung zu sozialer Reform zugunsten der Armen und der arbeitenden Bevölkerung. Vom Temperament her war er kein Aktivist und er trat nie einer politischen Organisation bei. … Rosen war gegen den Vietnamkrieg, so wie er in den späten 1930er Jahren die spanische Republik unterstützt hatte (wobei er das nie außerhalb seiner Familie und außerhalb seines Freundeskreises verlauten ließ).“

## Schriften (Auswahl)

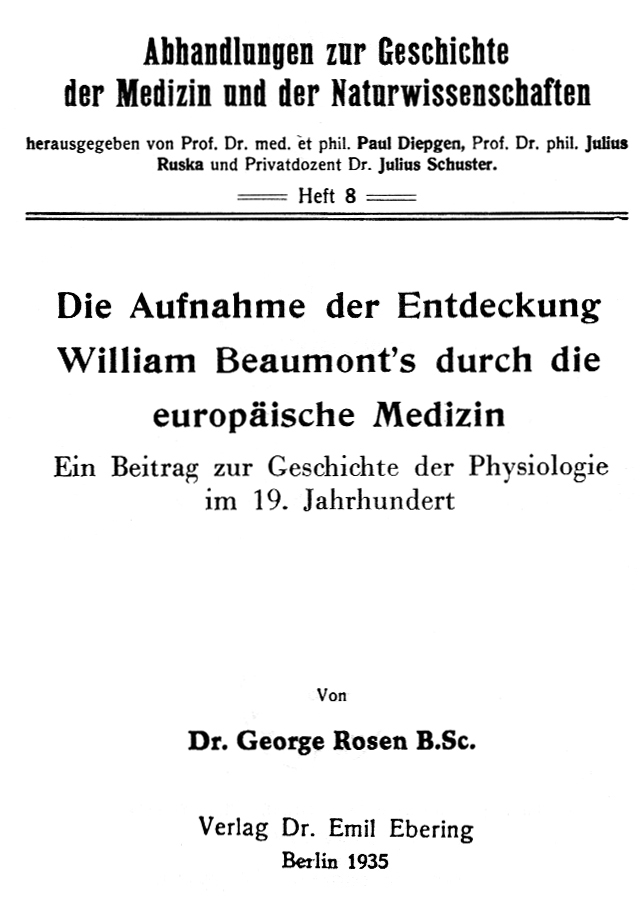
Titelblatt der Dissertation 1935

- Die Aufnahme der Entdeckung William Beaumont’s durch die europäische Medizin. Ein Beitrag zur Geschichte der Physiologie im 19. Jahrhundert (Abhandlungen zur Geschichte der Medizin und der Naturwissenschaften, herausgegeben von Paul Diepgen, Julius Ruska und Julius Schuster, Heft 8). Emil Ebering, Berlin 1935 (Dissertation). Vorwort: "... Für die Anregung zu diesem Thema spreche ich hiermit Herrn Professor Sigerist meinen herzlichsten Dank aus. Gleichzeitig möchte ich Herrn Professor Diepgen für das Interesse, das er meiner Arbeit entgegenbrachte, sowie Herrn Dr. Artelt für seine freundlichst erteilten Ratschläge danken. ..."
  - The reception of William Beaumont’s discovery in Europe. New York 1942
- Carl Ludwig and his American students. In: Bulletin of the History of Medicine, Band 4 (1936), S. 609–650
- On the historical investigation of occupational diseases. In: Bulletin of the History of Medicine, Band 5 (1937), S. 941–946
- Zusammen mit Beate Caspari-Rosen. Herausgeber von Ciba Symposia. 1938 bis 1944.
- Jacob Henle: on miasmata and contagia. Johns Hopkins Press, Baltimore 1938
- Claude Bernard’s work on experimental pneumoconiosis. In: Bulletin of the History of Medicine, Band 7 (1939), S. 412–416
- Occupational Diseases of English Seamen during the Seventeenth and Eighteenth Centuries. In: Bulletin of the History of Medicine, Band 7 (1939), S. 751–758
- A Theory of Medical Historiography. In: Bulletin of the History of Medicine, Band 8 (1940), S. 655–666 (Klebs-Festschrift)
- The Miner’s Elbow. In: Bulletin of the History of Medicine, Band 8 (1940), S. 1249–1397
- Paracelsus: on the miners sickness and other miners diseases, translated from the German with an introduction. In: Henry E. Sigerist (Hrsg.) Four treatises of Theophrastus von Hohenheim, called Paracelsus. Johns Hopkins Press, Baltimore 1941
- Disease and Social Criticism: A Contribution to a Theory of Medical History. In: Bulletin of the History of Medicine, Band 10 (1941), S. 5–15
- John Ferriar’s Advice to the poor. In: Bulletin of the History of Medicine, Band 11 (1942), S. 222–227
- Changing Attitudes of the Medical Profession to Specialisation. In: Bulletin of the History of Medicine, Band 12 (1942), S. 343–354
- The Specialisation of Medicine: with particular reference to ophthalmology. 1944 (Soziologische Dissertation)
- Left-Wing Puritanism and Science. In: Bulletin of the History of Medicine, Band 15 (1944), S. 375–380
- The Medical Aspects of the Controversy over Factory Conditions in New England, 1840–1850. In: Bulletin of the History of Medicine, Band 15 (1944), S. 483–497
- An Eighteenth Century Plan for a National Health Service. In: Bulletin of the History of Medicine, Band 16 (1944), S. 429–436
- The Philosophy of Ideology and the Emergence of Modern Medicine in France. In: Bulletin of the History of Medicine, Band 20 (1946), S. 328–339
- Mesmerism and surgery. A strange chapter in the historiy of anaesthesia. In: Journal of the History of Medicine. Band 1, 1946, S. 527 ff.
- Fees and fee bills. Some economic aspects of medical practice in 19. Century America. Hopkins, Baltimore 1946 (Bulletin of the history of medicine / Supplements 6)
- Zusammen mit Beate Caspari-Rosen. Autobiography in medicine on the doctor in search of himself. In: Journal of the History of Medicine, Band 1 (1946), S. 290–299
- What Is Social Medicine? A Genetic Analysis of the Concept. In: Bulletin of the History of Medicine, Band 21 (1947), S. 674–733
- Zusammen mit Beate Caspari-Rosen. 400 years of a doctor’s life. New York 1947
- Medicine under Hitler. In: Bulletin of the New York Academy of Medicine, Band 25 (1949), S. 125–129
- A history of public health. MD Publ., New York 1958.
  - Expanded edition, Johns Hopkins University Press, Baltimore & London 1993, ISBN 0-8018-4645-5
- Democracy and economic change in India. Univ. of Calif Pr., Berkeley, Calif.  1967
- Madness in society. Chapters in the historical sociology of mental illness. Harper Row, New York 1969
- From medical police to social medicine. Essays on the history of health care. Science History Publ., New York 1974, ISBN 0-88202-015-3
- Preventive medicine in the United States 1900–1975; trends and interpretations. Science Hist. Publ., New York 1975
- Peasant society in a changing economy. Comparative development in Southeast Asia and India. University of Illinois Press, Urbana 1975, ISBN 0-252-00464-7